# Josef Hutter

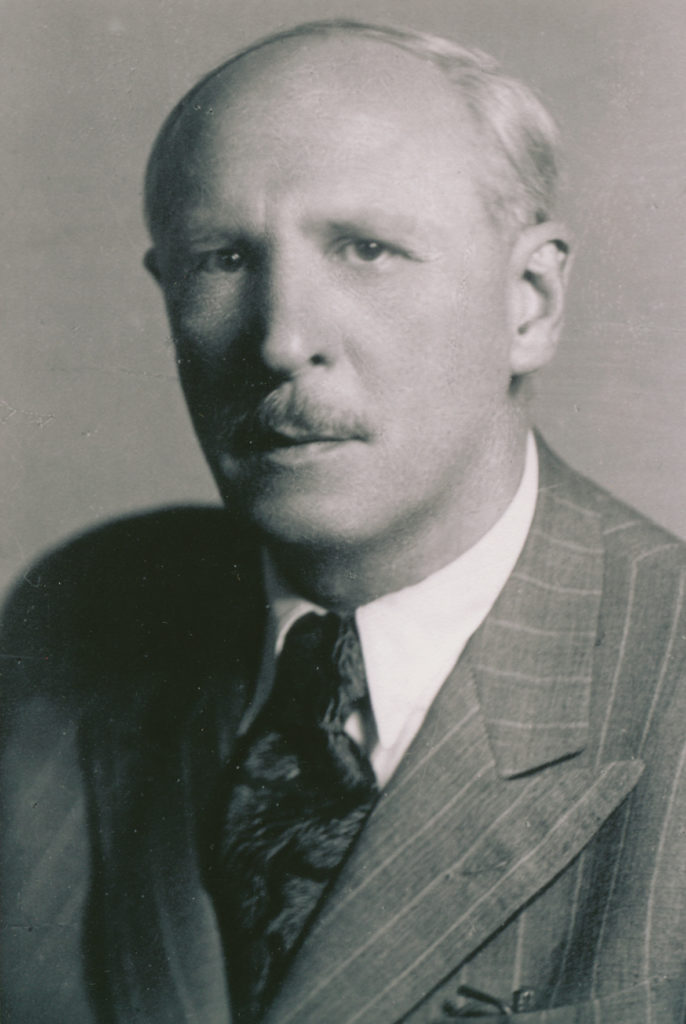
Josef Hutter

Josef Hutter (* 28. Februar 1894 in Prag; † 2. Dezember 1959 ebenda) war ein tschechischer Musikwissenschaftler und -pädagoge.

## Leben
Hutter begann 1913, Musikwissenschaft an der Karls-Universität zu studieren. Bereits nach zwei Semestern wurde er bei Ausbruch des Ersten Weltkrieges als Soldat eingezogen. 1918 setzte er sein Studium bei Zdeňek Nejedly und Otakar Zich fort und legte bereits 1920 eine Dissertation über die böhmische Instrumentalmusik des 17. Jahrhunderts vor. Von 1927 bis zur deutschen Besetzung der Tschechoslowakei 1939 unterrichtete er Musikwissenschaft an der Philosophischen Fakultät der Karls-Universität.
In der Besatzungszeit war Hutter in der Widerstandsbewegung aktiv und war vom Juli 1944 bis Mai 1945 in Haft. Danach begann er sofort wieder, Musikwissenschaft zu unterrichten und wurde 1947 ordentlicher Professor an der Karls-Universität. Nach dem Februarumsturz 1948 gehörte er zu den ersten Professoren, die die Universität verlassen mussten, auch seine beiden Töchter verloren ihre Studienplätze. In einem politischen Prozess wurde er 1950 zu 15 Jahren Gefängnis verurteilt. In einem zweiten Prozess in Pilsen 1952 erhielt er wegen angeblichen Verrats eine Strafe von 24 Jahren mit Verlust des Eigentums und der staatsbürgerlichen Rechte. Gesundheitlich gebrochen kam er auf Grund einer Amnestie 1956 frei, konnte jedoch an seine wissenschaftliche Arbeit nicht mehr anknüpfen.